# مختلفة (سلسلة أفلام)

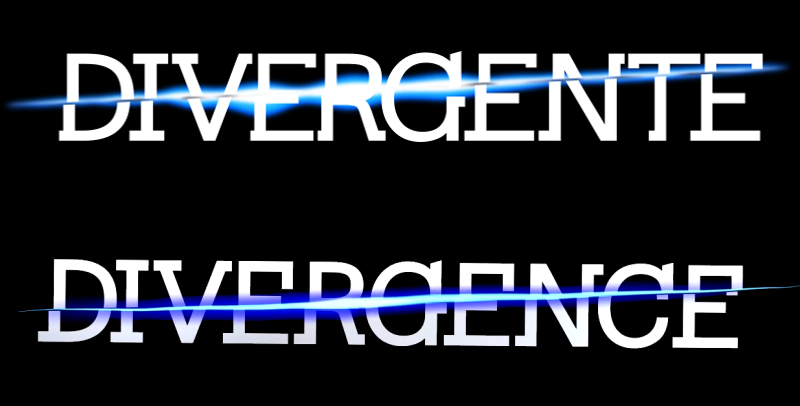
شعار فيلم Divergence.

مختلفة هي سلسلة أفلام مبنية على سلسلة روايات "مختلفة" للكاتبة الأمريكية فيرونيكا روث.
جم المسلسل شايلين وودلي وثيو جيمس كشخصيتين رئيسيتين بياتريس بريور (تريس) وتوبياس إيتون (أربعة)، على التوالي. يشمل طاقم الممثلين المساند أنسيل إلغورت وزوي كرافيتز ومايلز تيلر. لعبت كيت وينسلت دور الخصم الرئيسي في أول فيلمين. الفيلم الأول من المسلسل أخرجه نيل بيرغر، والفيلم الثاني والثالث من إخراج روبرت شوينتك.
تتكون روايات فيرونيكا روث أساسًا من ثلاثية «متشعب» و «متمرد» و «أليجيان». بدأ التطوير في عام 2011 بعد حصول سمت إنترتاينمنت على حقوق الفيلم في رواية "Divergent" بالشراكة مع شركة الإنتاج ريد واجون انترتينمنت. أعلنت الاستوديوهات عن إنتاج الجزء الثاني بعد الأداء القوي للفيلم الأول في عروض ليلة الخميس المتأخرة، حيث حصد 4.9 مليون دولار. حصلوا على حقوق فيلم رواية "Allegiant" في ديسمبر 201 رقم 3، قرر في أبريل 2014 تقسيم الرواية الثالثة إلى فيلم مقتبس من جزأين.
الدفعة الأولى،  Divergent  (2014)، حصدت أكثر من 288 مليون دولار في جميع أنحاء العالم، بينما القسط الثاني، "Insurgent" (2015)، حقق أكثر من 297 مليون دولار في جميع أنحاء العالم. الإصدار الثالث بلغ إجمالي أرباحه 179 مليون دولار. وبالتالي، فقد حققت الأفلام الثلاثة الأولى من المسلسل أكثر من 765 مليون دولار في جميع أنحاء العالم. شهدت السلسلة أيضًا انخفاضًا في الأهمية النقدية مع كل فيلم لاحق.

## طاقم العمل
في 22 تشرين الأول (أكتوبر) 2012، أُعلن أن شايلين وودلي حطت الدور القيادي لبياتريس «تريس» قبل. لوكاس تيل، جاك رينور، جيريمي إيرفين، أليكس بيتيفر، ألكسندر لودفيج ولوك براسي تم اعتبارهم جميعًا لدور توبياس «فور» إيتون. في 15 مارس 2013، تم الإعلان عن اختيار ثيو جيمس كأربعة.
على الرغم من أن جيمس كان أكبر بعشر سنوات من الشخصية عند الإدلاء به، فقد أشاد روث بأدائه «كنت متأكدًا خلال ثوانٍ: كان هذا» أربعة «، بلا شك. ثيو قادر على التقاط سلطة وقوة» فور «، بالإضافة إلى عمق وحساسية.» كما ذكرت الكيمياء بينه وبين شايلين: «إنه مطابق تمامًا لوجود شايلين القوي بشكل لا يصدق مثل تريس. أنا سعيد للغاية!»  قال المنتجون عن اختياره: «لقد أخذنا وقتنا في إيجاد الممثل المناسب لملء دور Four ، و Theo هو بالتأكيد الشخص المناسب تمامًا. لقد صنعت Veronica شخصية مبدعة حقًا في Four ولا يمكننا الانتظار لبدء الإنتاج وإحيائه وهذه القصة لملايين المعجبين حول العالم.»

## السلسلة التلفزيونية
بعد الأداء الضعيف للجزء الثالث من السلسلة قرر منتجو السلسلة تحويل الجزء الرابع إلى سلسلة تلفزيونية.

## لمشاهدة السلسلة
مشاهدة السلسلة

## hhh خارجية
- المختلفة على موقع روتن توميتوز (الإنجليزية)